# Берсут-Сукаче
Берсут-Сукаче (тат. Бөрсет-Сукачы) — деревня в Мамадышском районе Татарстана. Входит в состав Усалинского сельского поселения.

## География
Находится в 1 км от реки Берсут, в 44 км к западу от города Мамадыша.

## История
Основана в период Казанского ханства, в XVIII веке упоминалась как Кокачей. В XVIII — первой половине XIX века жители относились к сословию государственных крестьян. Занимались земледелием (в начале XX века земельный надел сельской общины составлял 640,9 десятин) и скотоводством, был распространён бондарный промысел.
В «Списке населенных мест по сведениям 1859 года», изданном в 1866 году, населённый пункт упомянут дважды: как казённые деревни Верхние и Нижние Сюкачи 2-го стана Мамадышского уезда Казанской губернии. Располагались при речках Сюкачинке и Сунке, по правую сторону 2-го Чистопольского торгового тракта, в 41 версте от уездного города Мамадыша и в 17 верстах от становой квартиры в казённой деревне Ахманова (Ишкеево). В первой деревне, в 32 дворах жили 222 человека (101 мужчина и 121 женщина), была мечеть. Во второй деревне, в 27 дворах жили 182 человека (86 мужчин и 96 женщин).
В начале XX века в деревне действовали мечеть (первая мечеть была построена в 1662 г., в 1742 г. была разрушена, в 1902 г. была возведена новая мечеть, в 1939 г. был разрушен минарет), водяная мельница, 3 мелочные лавки.
До 1920 года деревня входила в Нижне-Суньскую волость Мамадышского уезда Казанской губернии. С 1920 года в составе Мамадышского кантона ТАССР. С 10 августа 1930 года в Мамадышском, с 10 февраля 1935 года в Кзыл-Юлдузском, с 26 марта 1959 года в Мамадышском районе.
В 1930 году (по другим сведениям, в 1931 г.) в деревне был образован колхоз, в 1993 году был реорганизован в коллективное предприятие «Татарстан», с 2002 года — в сельскохозяйственный производственный кооператив «Татарстан».

## Население
| 1782 | 1859 | 1897 | 1908 | 1920 | 1926 | 1938 | 1949 | 1958 | 1970 | 1979 | 1989 | 2002 | 2010 | 2017 |
| ---- | ---- | ---- | ---- | ---- | ---- | ---- | ---- | ---- | ---- | ---- | ---- | ---- | ---- | ---- |
| 75   | 404  | 579  | 677  | 690  | 707  | 762  | 497  | 459  | 437  | 394  | 309  | 278  | 248  | 214  |

Национальный состав села — татары.

## Экономика
Жители занимаются полеводством.

## Инфраструктура
Медпункт (с 2013 г.), школа-медресе (с 2014 г.).

## Религия
Мечеть.